# Vagn Birkeland
Vagn Birkeland (15. marts 1926 – 15. juni 2022) var en dansk fodboldspiller. Han spillede fem kampe for det danske fodboldlandshold fra 1954 til 1955.